# 哥斯达黎加共和国立法大会
哥斯达黎加共和国立法大会（西班牙語：Asamblea Legislativa de la Republica de Costa Rica）是哥斯达黎加的国家立法机关。立法大会实行一院制，由57名议员组成。每届立法大会任期5年。哥斯达黎加政体根据三权分立原则组成，立法大会代表立法权并与行政权和司法权共同构成最高权力体系。

## 外部連結
- Asamblea Legislativa de la República de Costa Rica（页面存档备份，存于）